# Représentations diplomatiques en République arabe sahraouie démocratique

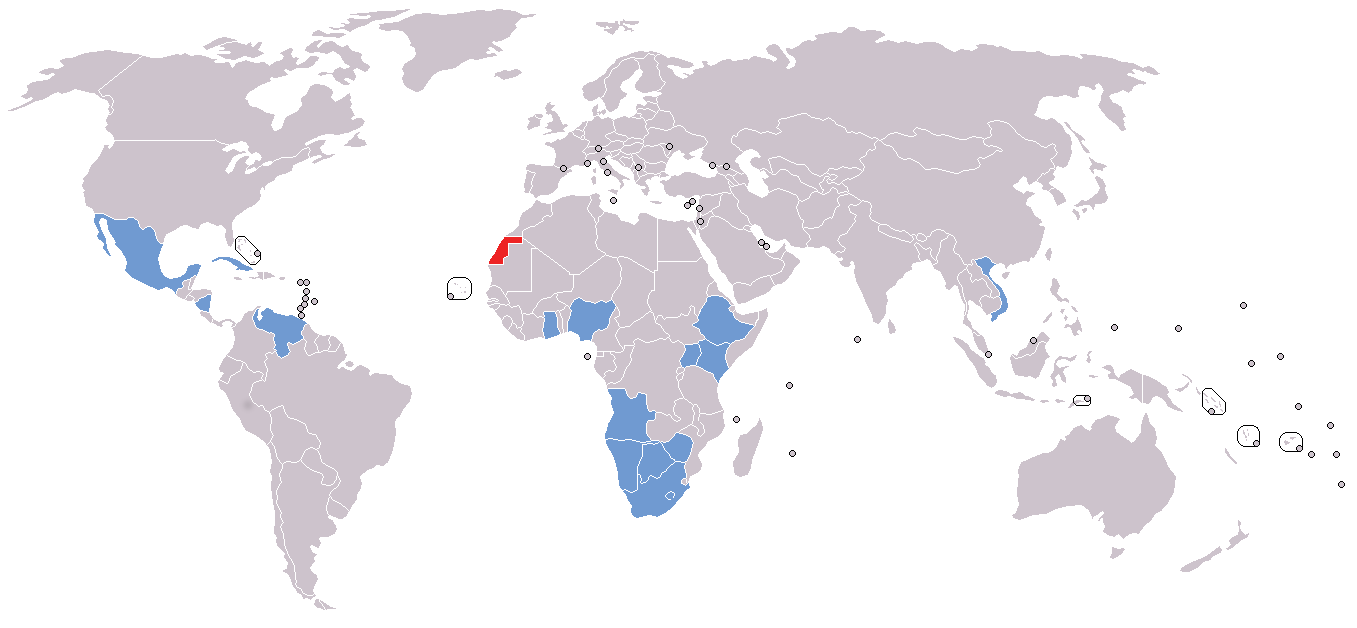
Représentations diplomatiques en République arabe sahraouie démocratique
RASD, tel que revendiquée
Ambassade accréditée auprès de la RASD

Ceci est une liste des représentations diplomatiques en République arabe sahraouie démocratique (RASD). Le Maroc contrôlant la majeure partie du territoire revendiqué par la République sahraouie, et aux vues du statut politique contesté du Sahara occidental, aucune ambassade n'est basée en RASD, mais dans les pays voisins.

## Ambassades non résidentes
- Afrique du Sud (Alger)[1]
- Angola (Alger)
- Cuba (Alger)[2],[3]
- Équateur (New York)[4]
- Éthiopie (Rome)[5]
- Ghana (Alger)
- Lesotho (Koweït)[6]
- Mexique (New York)[7]
- Namibie (Alger)[8]
- Nicaragua (New York)[2]
- Nigeria (Alger)[9],[10]
- Ouganda (Tripoli)[11]
- Venezuela (Alger)[12]
- Viêt Nam (Alger)[13]
- Zimbabwe (Alger)[14]